# Frontières de l'Autriche

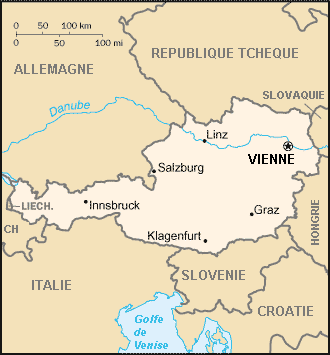
Carte d'Autriche (en clair), mettant en évidence ses frontières terrestres avec les pays voisins.

Mettez les dates de création des frontières svp

Les frontières de l'Autriche sont les frontières internationales que possède la république d'Autriche avec les pays voisins. Le pays étant sans accès à la mer, toutes ses frontières sont intégralement terrestres.

## Frontières
L'Autriche partage des frontières terrestres avec huit pays, l'Allemagne, la Hongrie, l'Italie, le Liechtenstein, la Slovaquie, la Slovénie, la Suisse et la Tchéquie, pour un total de 2 562 km. L'Autriche est complètement enclavée entre ces pays et ne comporte donc aucune frontière maritime. 

### Récapitulatif
Le tableau suivant récapitule l'ensemble des frontières d'Autriche :
| Pays          | Longueur (km) | Land autrichien frontalier                      |
| ------------- | ------------- | ----------------------------------------------- |
| Allemagne     | 784           | Haute-Autriche • Vorarlberg • Tyrol • Salzbourg |
| Hongrie       | 366           | Burgenland                                      |
| Italie        | 430           | Tyrol, Salzbourg, Carinthie                     |
| Liechtenstein | 35            | Voralberg                                       |
| Slovaquie     | 107           | Burgenland, Basse-Autriche                      |
| Slovénie      | 330           | Carinthie, Styrie, Burgenland                   |
| Suisse        | 164           | Tyrol, Voralberg                                |
| Tchéquie      | 362           | Basse-Autriche, Haute-Autriche                  |
| Total         | 2 578         |                                                 |

## Tripoints
| Situation        | coordonnées                  | Pays frontaliers      |
| ---------------- | ---------------------------- | --------------------- |
| Col de Resia     | 46° 51′ 18″ N, 10° 28′ 11″ E | Suisse, Italie        |
| Monte Forno      | 46° 31′ 19″ N, 13° 42′ 51″ E | Italie, Slovénie      |
|                  | 46° 52′ 12″ N, 16° 06′ 56″ E | Slovénie, Hongrie     |
|                  | 48° 00′ 24″ N, 17° 09′ 38″ E | Hongrie, Slovaquie    |
|                  | 48° 36′ 59″ N, 16° 56′ 24″ E | Slovaquie, Tchéquie   |
|                  | 48° 46′ 17″ N, 13° 50′ 22″ E | Tchéquie, Allemagne   |
| Lac de Constance | 47° 31′ 26″ N, 9° 37′ 25″ E  | Allemagne, Suisse     |
| [ 3 ]            | 47° 16′ 11″ N, 9° 31′ 49″ E  | Suisse, Liechtenstein |
| Naafkopf         | 47° 03′ 39″ N, 9° 36′ 26″ E  | Liechtenstein, Suisse |